# Anne Vernon
Anne Vernon; właściwie Édith Antoinette Alexandrine Vignaud (ur. 9 stycznia 1924 w Saint-Denis) – francuska aktorka  występowała w roli Madame Émery, matki Geneviève (w tej roli Catherine Deneuve) w słynnym filmie muzycznym Jacques’a Demy'ego pt. Parasolki z Cherbourga (1964).

## Filmografia
- Edward i Karolina (1951) jako Caroline Mortier
- Sabotaż w pociągu (1953) jako Janine Lyncort
- Loteria miłości (1954) jako Jane Dubois
- Najpiękniejsza kobieta świata (1955) jako Carmela
- Praczki z Portugalii (1957) jako Catherine Deligny
- Hrabia Max (1957) jako baronessa Elena de Vallombrosa
- Generał della Rovere (1959) jako Carla Fassio
- Arsène Lupin kontra Arsène Lupin (1960) jako madame de Bellac
- Parasolki z Cherbourga (1964) jako madame Émery, matka Geneviève
- Życie złodzieja (1967) jako pani Voisin (sceny z Jej udziałem usunięto)
- Therese i Isabelle (1968) jako Mademoiselle Le Blanc